# Spånga kyrka
Spånga kyrka tillhör Spånga-Kista församling i Stockholms stift. Kyrkan ligger på Spånga kyrkväg 485 i stadsdelen Tensta i nuvarande Västerort i Stockholms län. Den har varit sockenkyrka i Spånga socken. Spånga kyrka är en av länets äldsta kyrkor. Tornet, portalen och hela den västra delen av Spånga kyrka har daterats till mitten av 1100-talet.

## Läget
Ett tecken på att kyrkan har varit betydelsefull är att kyrkan har ett ursprungligt torn. Närheten till den medeltida tingsplatsen Granby, som låg halvvägs till Husby, var troligen ett av skälen till att kyrkan var viktig. Granby gård var en tidigare gård på Järvafältet cirka 500 meter söder om Husby. Kyrkan ligger också på platsen där vägarna mellan Järfälla socken och Solna socken respektive Bromma socken och Sollentuna socken  korsade varandra. Genom sin plats i en av dagens Stockholmsförorter är Spånga kyrka en mycket viktig länk mellan traktens äldsta historia och dagens samhälle genom runstenarna, medeltida murar och kalkmåleri samt det sena 1600-talsgravkoret och 1700- och 1800-talens bebyggelse i den närmaste omgivningen.

## Kyrkobyggnaden

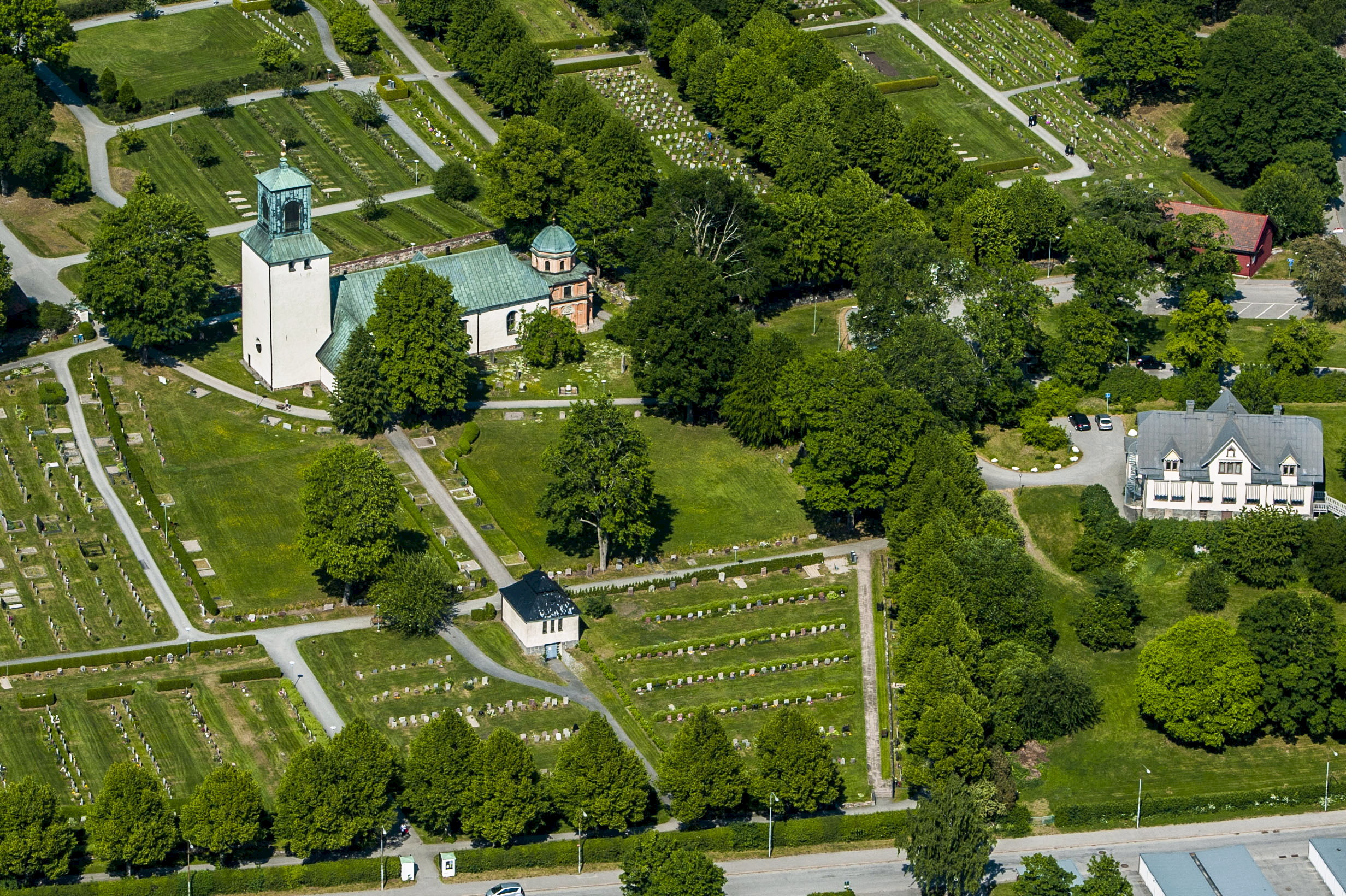
Spånga kyrka från luften.

Någon gång mellan 1140 och 1159 byggdes de ursprungliga delarna av nuvarande Spånga kyrka. Kyrkan kom då att bestå av tre delar: kor, långhus och torn.

### Exteriör
De ursprungliga delarna av den nuvarande Spånga kyrka, tornet och långhuset, byggdes någon gång mellan 1140 och 1159. Omfattande ombyggnad och utvidgning skedde under 1300- och 1400-talen. Under första hälften av 1300-talet sattes de ursprungliga fönsteröppningarna i söder och norr igen och nya öppningar togs upp i söder. 
Under första hälften av 1300-talet byggdes sakristian och vid mitten av 1400-talet tillkom vapenhuset i söder och nuvarande kor i öster. Kyrkan har ett kraftigt torn, som är lika brett som kyrkan, och det har fyllt en försvarsfunktion, kyrkans murar tyder på det, och det har troligen använts som ett säkert förvar för dyrbarheter. I markplanet fanns det ursprungligen ingen ingång, utan bara till övervåningen. Tornvåningarna förbands invändigt med en spiraltrappa i muren. Drag som förenar kyrkan med de äldsta stenkyrkorna är att långskeppets väggar är förhållandevis tunna och att kyrkan hade ett fönster åt norr. Senare blir murarna grövre och norrfönstren försvinner. Den nuvarande tornhuven är från 1825 och då fick fönstren också sin nuvarande utformning.

### Interiör
Gränsen mot den nyare delen av kyrkan kan man se vid den breda gördelbågen, även på vinden finns också rester av den östra gaveln. Kyrkan hade från början öppna takstolar eller platt innertak. Under 1300-talet slogs de fint murade valven och man har jämfört den linjeformade dekormålningen med den i Riddarholmskyrkan. Under första hälften av 1300-talet tillkom troligen också kalkmålningarna med ornament som bland annat fortfarande smyckar valvribborna, i samband med att kyrkorummet välvdes. Det figurativa måleriet i valvkapporna uppskattas vara från 1440-talet. En spetsbågig valvbåge öppnar långhuset i väster mot tornrummet. Väggarna är putsade och målade liksom takets tunnvalv. I väster finns ett runt fönster med blyinfattat glas. Mitt i tornrummet står en orgel från 1957 med 25 stämmor byggd av Marcussen & Søn i Danmark.
I norr leder en rundbågig dörröppning till sakristian och en spetsbågig till det tillbyggda skrudhuset. Sakristian byggdes också vid 1440-talet, men då mot ett äldre smalare kor. Det ursprungliga koret revs vid mitten av 1400-talet för det nya långa koret, som är lika brett som långskeppet. Ett nytt större långkor uppfördes i samma läge under 1400-talets mitt. Koret har kalkstensgolv och putsade väggar med kalkmålningar. Även de två kryssvalven är dekorerade. I den södra väggen finns fem nischer och två fönster av samma slag som i långhuset. Det är troligen då som vapenhuset i söder byggdes framför den ursprungliga entrén. I vapenhusets golv av kalksten finns två gravhällar. Där finns också tre stycken av kyrkans äldsta gravstenar med runskrift från 1100-talet. Väggarna är putsade och målade och det finns fragment av figurativa kalkmålningar, troligen från 1400-talet men påmålade 1905. Långhuset har kalkstensgolv och putsade och målade väggar. Tre kryssvalv vilar på murpelare och har dekorativa och figurativa kalkmålningar. I den södra väggen finns två fönster. Närmast tornrummet står lösa stolar intill en andaktsplats.
De dekorativa kalkmålningarna kom troligen till när dessa delar byggdes. Beslagen på porten är från 1300-talets början. Kyrkans valvmålningar är delvis typiska för tiden. I ett tjugotal scener, som visar Elias och Elias underverk, är unika för svensk medeltidskonst. Bland målningarna här kan man bland annat se Elias renar Jordans vatten utanför stadens murar. Valvmålningarna har utsatts för överkalkningar och hårda restaureringar, vilket ofta förekom i de gamla kyrkorna.

## Inventarier
- Predikstolen av marmorerat trä med snidad förgylld dekor och ljusdtak ovanför, är tillverkad 1758–1759 av bildhuggaren Olof Gerdman och John Anders Schmaltz. Predikstolen finns på norra sidan och gränsar till långhuset.
- Bänkinredningen är från 1950-talets restaurering, som leddes av Erik Lundberg.
- Orgelfasaden är också från 1950-talets restaurering, som leddes av Erik Lundberg.
- Altaret, även det är från 1950-talets restaurering, som leddes av Erik Lundberg. Altaret är gjort av grovhuggen svensk vit marmor med inhuggna evangelistsymboler. Öster om altaret står en fristående mur med samma höjd som altaret. På muren står ett krucifix flankerat av förgyllda träskulpturer, medan krucifixet är en gipskopia.
- Dopfunten av sandsten är tillverkad 1943 efter ritningar av Arnold Karlström, som även har utformat tillhörande dopfat av silver från 1941.
- I kyrkans torn hänger två kyrkklockor med slagtonerna (från stora till lilla) f1 och aiss1.

I början av 1940-talet spelades en kortfilm, Konfirmation, in i kyrkan av den berömde kortfilmsfotografen och regissören Gösta Roosling.

## Restaurering på 1950-talet
Kyrkans senaste stora renovering skedde 1953–1955 med arkitekt Erik Lundberg (1895–1969) som arkitekt. Då tillkom nuvarande bänkinredning, belysningsarmaturer och orgel. Kyrkan var en landsortskyrka ända tills Stockholm bredde ut sig på 1960-talet. Den är numera omgiven av Tenstas moderna bebyggelse. På kyrkans norra sida gjordes 1953-1955 en tillbyggnad och samtidigt gjordes en omfattande renovering av interiören. Erik Lundberg var en av 1900-talets mest tongivande restaureringsarkitekter. Han ville återställa så mycket som möjligt av den medeltida "arkitektoniken". Detta ledde bland annat till att de medeltida kalkmålningarna, som målats över 1905, togs fram igen.

## Spånga kyrkogård
Spånga kyrkogård är, liksom kyrkan, från mitten av 1100-talet. Kyrkogårdens areal är cirka 4,5 hektar med cirka 4000 gravar. Kyrkogården ägs och förvaltas av Stockholms kyrkogårdsförvaltning men Spånga kyrka tillhör Spånga-Kista församling. De äldsta delarna av kyrkogården ligger söder och väster om kyrkan, medan området i nordost togs i bruk år 1923 efter arkitekt Knut Nordenskjölds plan. På den nordligaste delen av detta område placerades ett ekkors ritat 1967 av den ovannämnde professor Erik Lundberg. Öster om detta tillkom 1983 en minneslund, formgiven av arkitekt Uno Söderberg. Även 2002 utvidgades kyrkogården direkt norr om kyrkan och öster om det 1923 tillagda området.
På kyrkogården nära kyrkan står några runstenar: U 61, U 62 samt U Fv1953;266. Inne i kyrkan finns flera fragment av runstenar; U 63, U 64, U 65, U 66, U 67, U 68 och U Fv1953;268.  I fasaden på utsidan av kyrkan sitter runstensfragmentet U ATA4027/61 inmurat.
De många runstenarna i kyrkans murar och i dess närhet tyder på att en träkyrka byggts på denna plats under 1000-talets senare del. En knuttimrad tiondebod, finns utanför kyrkogårdsmuren. Närmaste bebyggelse utanför murarna är den gamla prästgården från 1900-talets början med sin parklika miljö och en byggnad för kyrkans personal, som ritades av Erik Lundberg, byggdes 1965.

## Bondeska gravkoret ritades av Nicodemus Tessin den äldre
Riksskattmästaren Gustaf Bonde (1620–1667) som innehade godset Hässelby inom församlingens dåvarande gränser, skänkte mycket till kyrkan. Ätten Bonde på Hässelby slott var i mitten på 1600-talet den stora markägaren i trakten. Efter Gustaf Bondes död 1667 lät makan Anna Christina Persdotter Natt och Dag 1673 uppföra ett gravkor i öster,  Bondeska gravkoret, troligtvis ritat av Nicodemus Tessin den äldre, som en fortsättning längs med kyrkan. Här är han och hans efterkommande begravda. Det var troligen den italiensk-svenske stuckatören Carlo Carove, som kom till Sverige omkring 1667, som utförde utsmyckningen i stuck. Gravkoret bryter helt mot kyrkans övriga arkitektur, men den hör till sin tids betydande arkitektur. Gravkoret har fin artikulering med lister, ornament och inskriptionstavlor samt en liten avslutande kupol. I gravkoret är Gustaf Bonde och hans maka samt deras efterkommande begravda. Kyrkan har många andra historiska minnesmärken, till exempel omfattande kalkmålningar från medeltiden. 
Det Bondeska gravkoret har överljus från högt placerade fönster och en lanternin som kröns av en kupol. I öster leder en rundbågig öppning till det Bondeska gravkoret. Golvet är mönsterlagt med marmor i olika färger. Väggarna är vitmålade och indelade av lisener och kraftigt profilerade listverk. Väggarna täcks nästan helt av begravningsvapen och mot östväggen står Gustaf Bondes gravmonument i svart och vit marmor.
Detta epitafium är tillkommet någon gång på 1670-talet till minne av Gustav Bonde. Det är skapat av Nicolaes Millich.

## Bilder Spånga kyrka

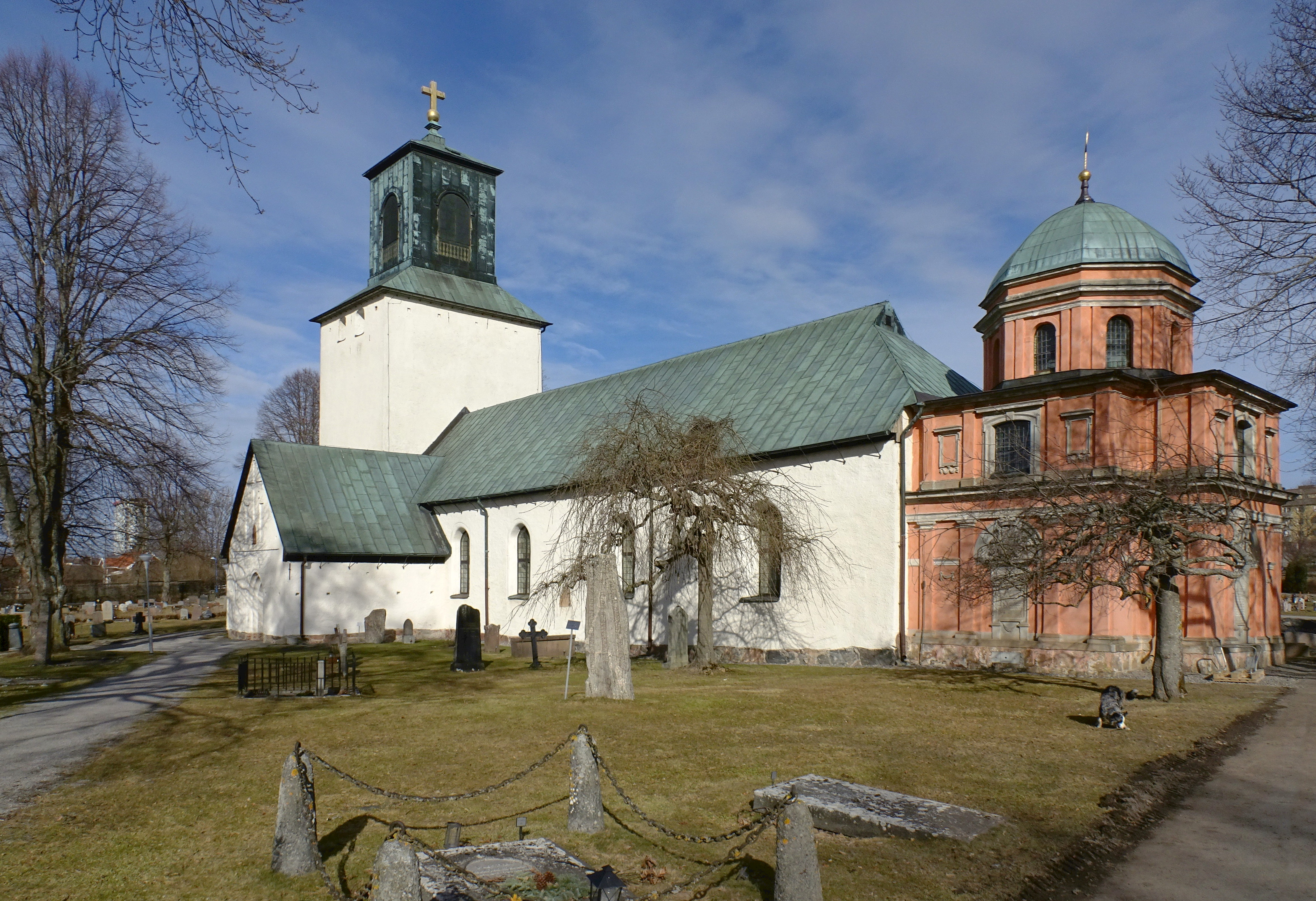
Spånga kyrka med Bondeska gravkoret. Kyrkan byggdes under andra hälften av 1100-talet i den tidigare Spånga socken. Gravkapellet tillfogades kyrkan  i öster 1673.
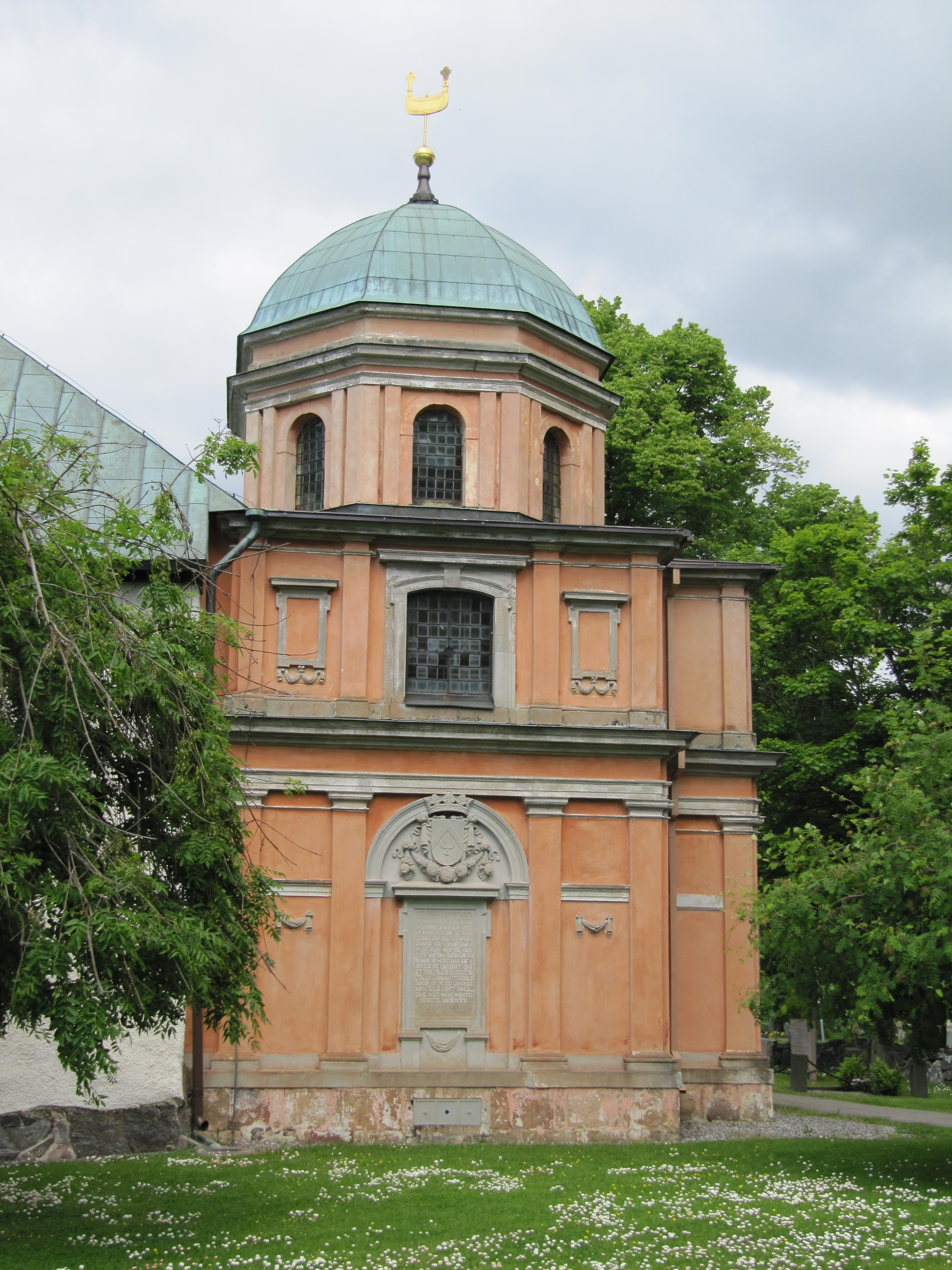
Bondeska gravkoret vid Spånga kyrka, som makan Anna Christina Natt och Dag lät uppföra 1673 efter Nicodemus Tessin den äldres ritningar.
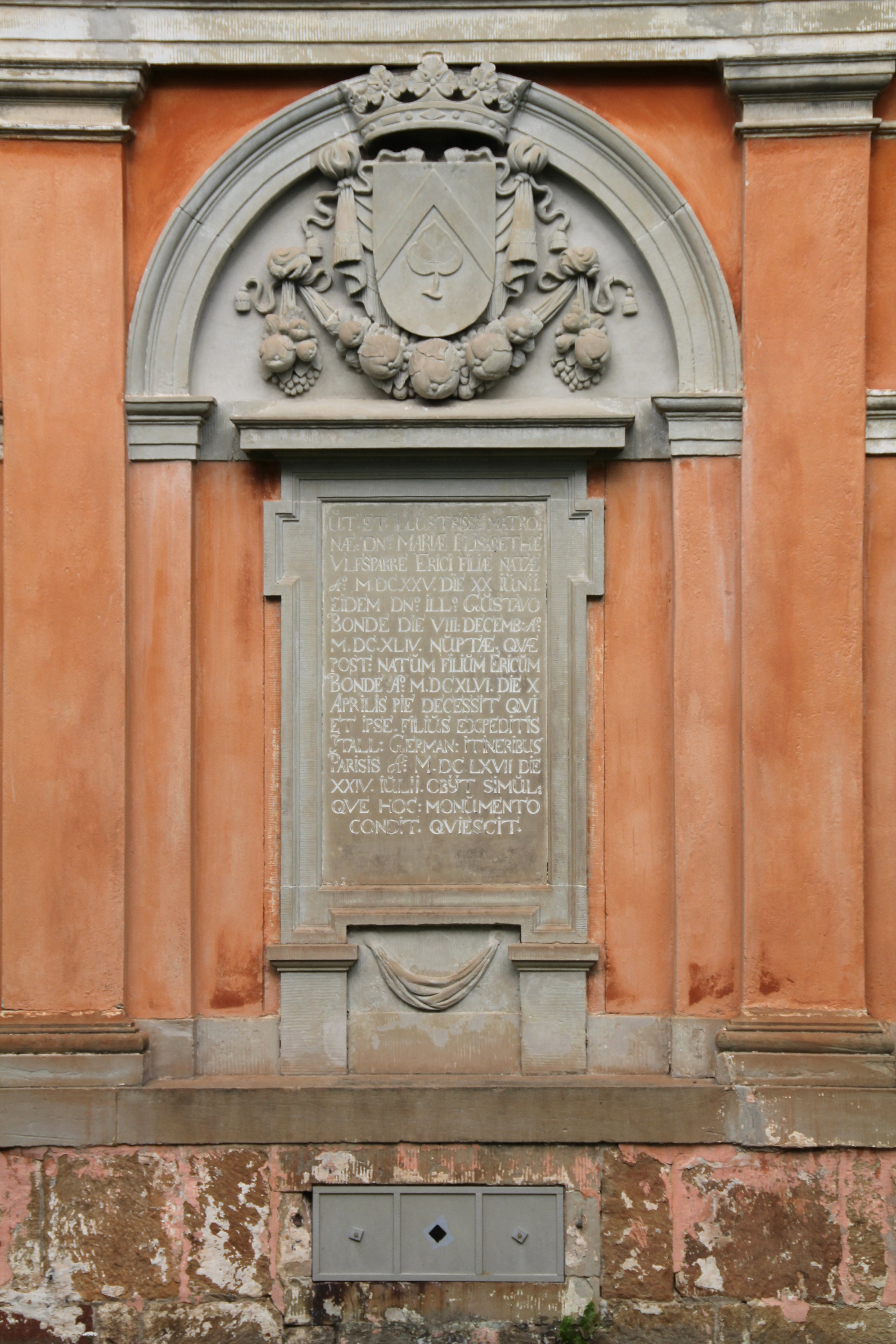
Gustaf Bondes vapen vid Bondeska gravkoret.
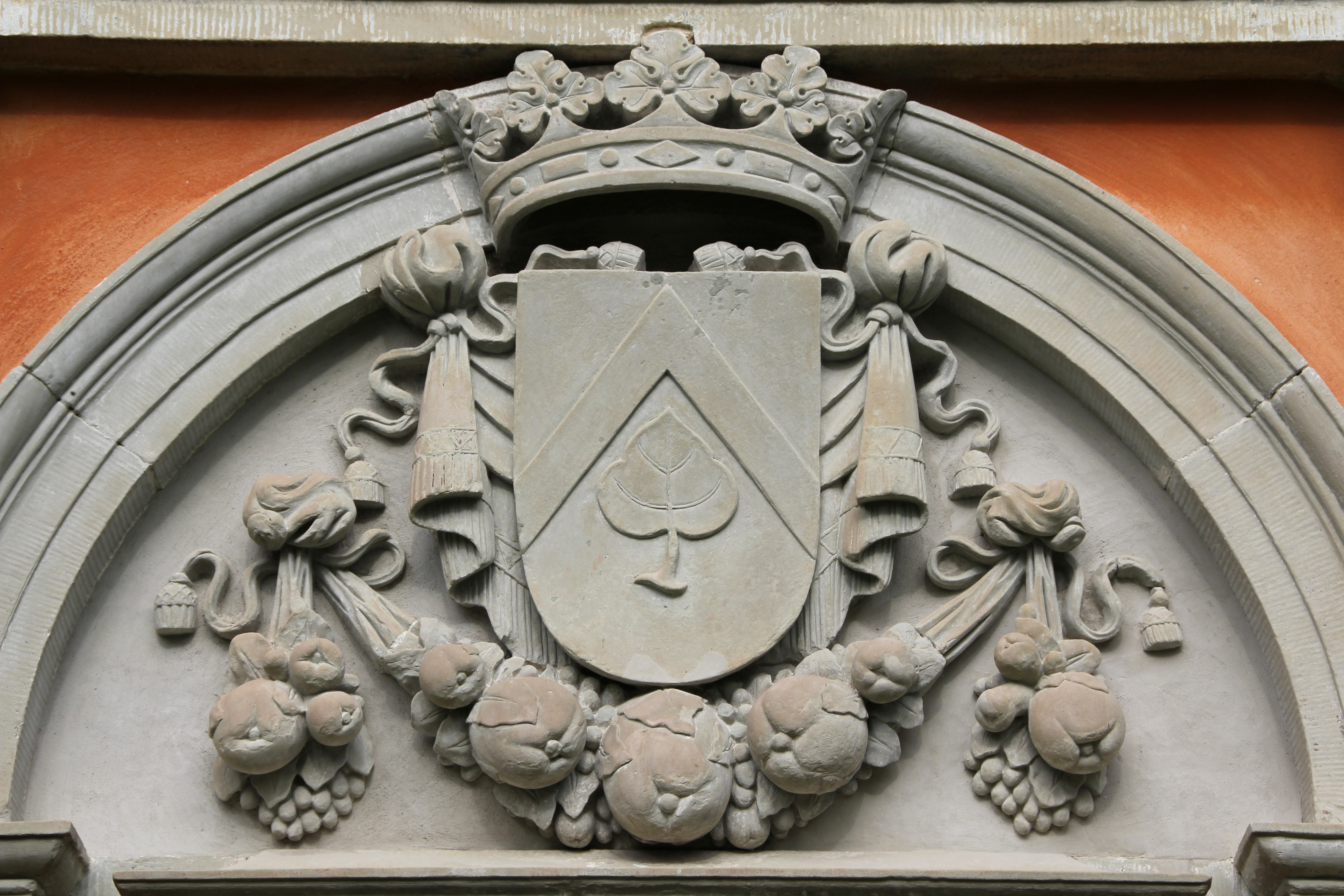
Gustaf Bondes vapen vid Bondeska gravkoret, detalj.
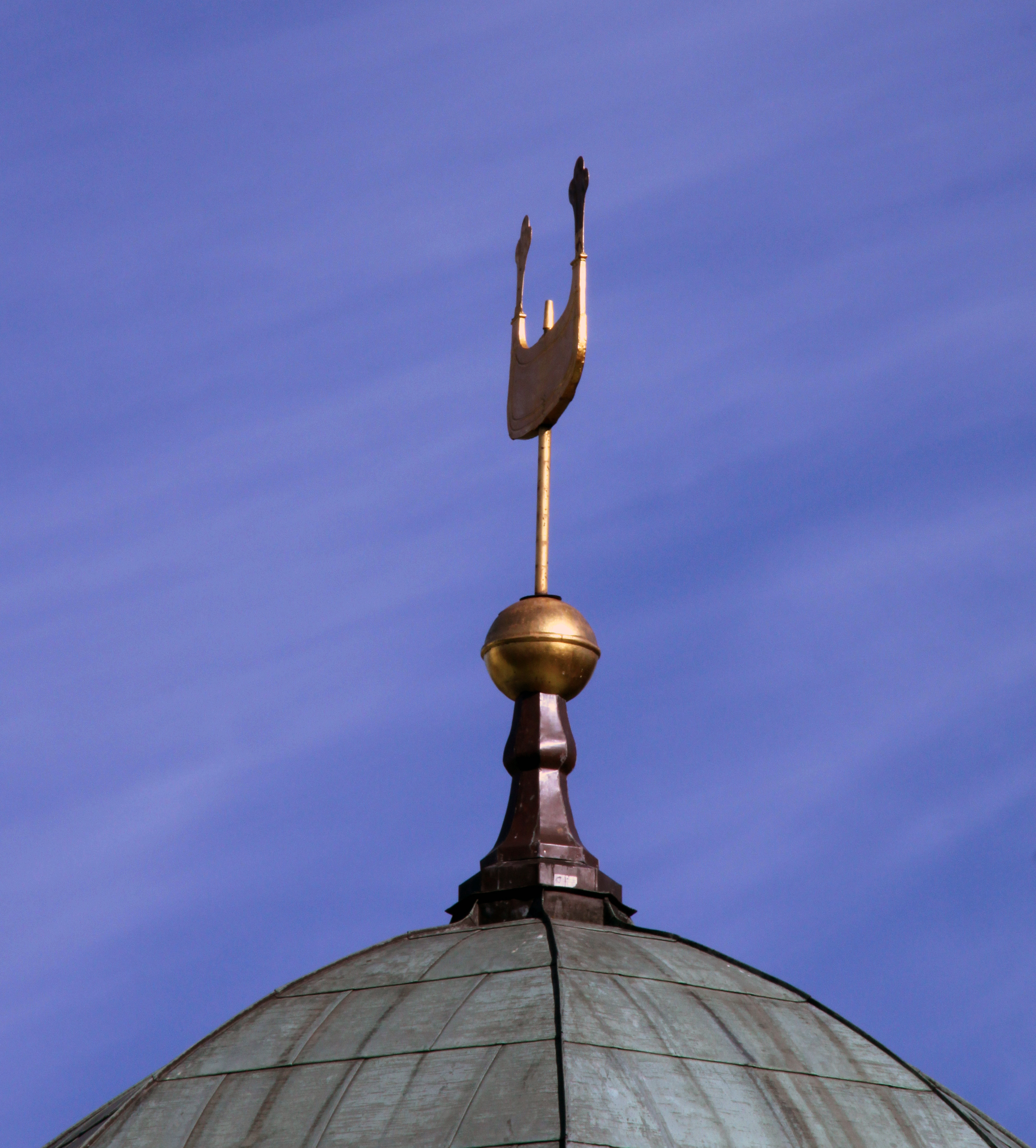
Tornspiran på kupolen vid Bondeska gravkoret.
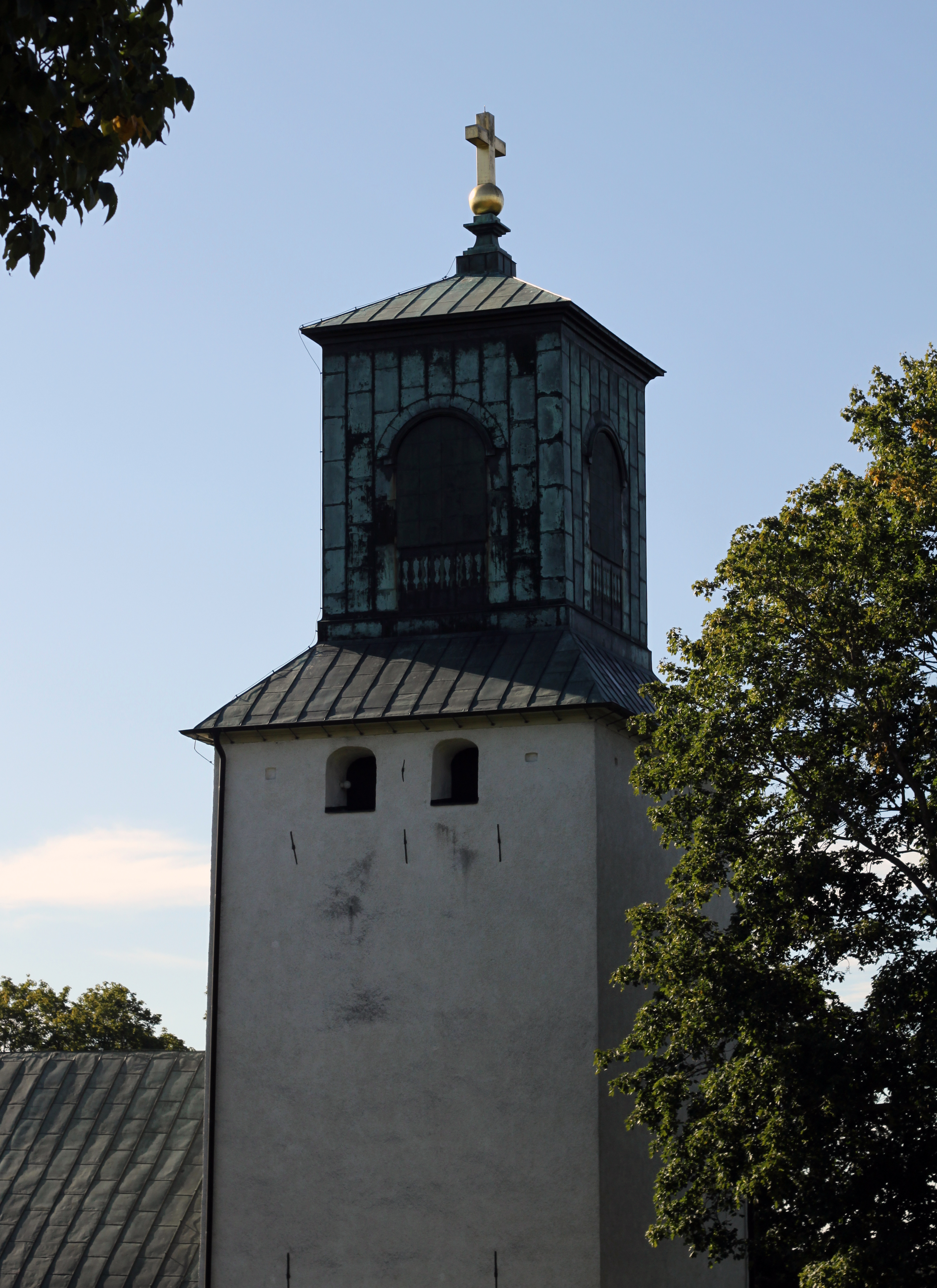
Kyrktornet Spånga kyrka.
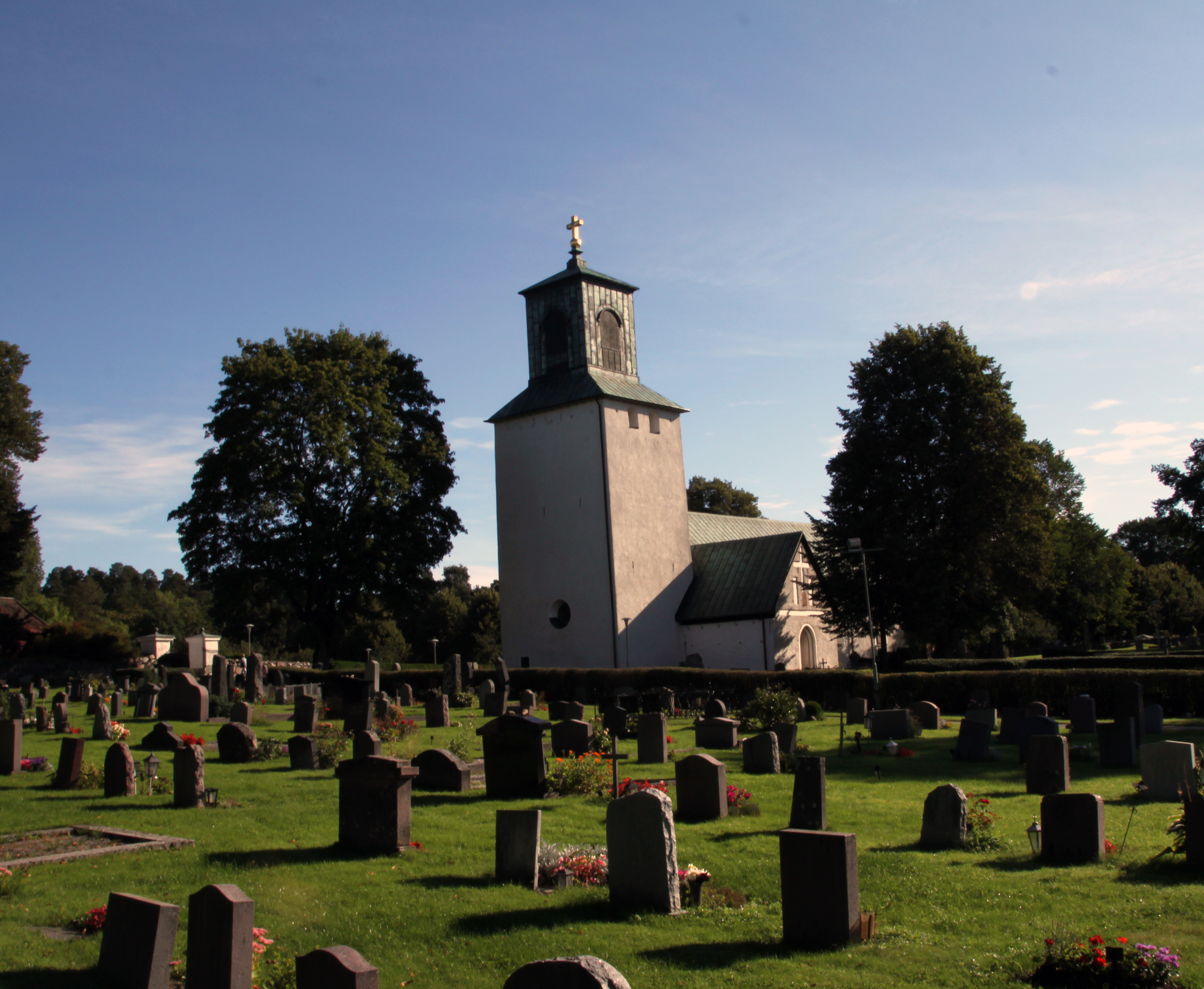
Vy över kyrkan med kyrkogården i förgrunden.
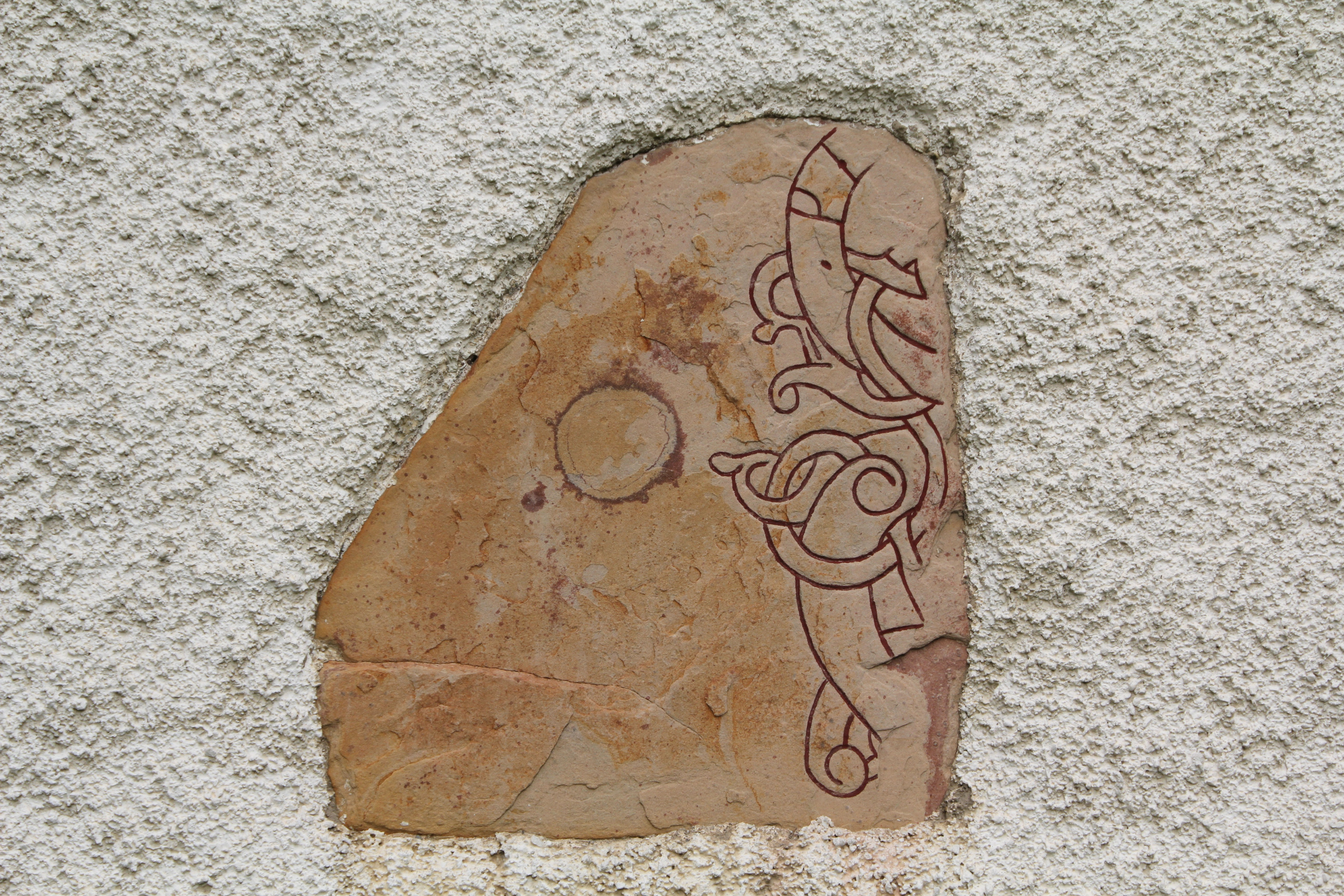
Runsten (fragment) U ATA4027/51, RAÄ-nummer Spånga 284:2 (i fasaden), Upplands runinskrifter ATA4027/61.
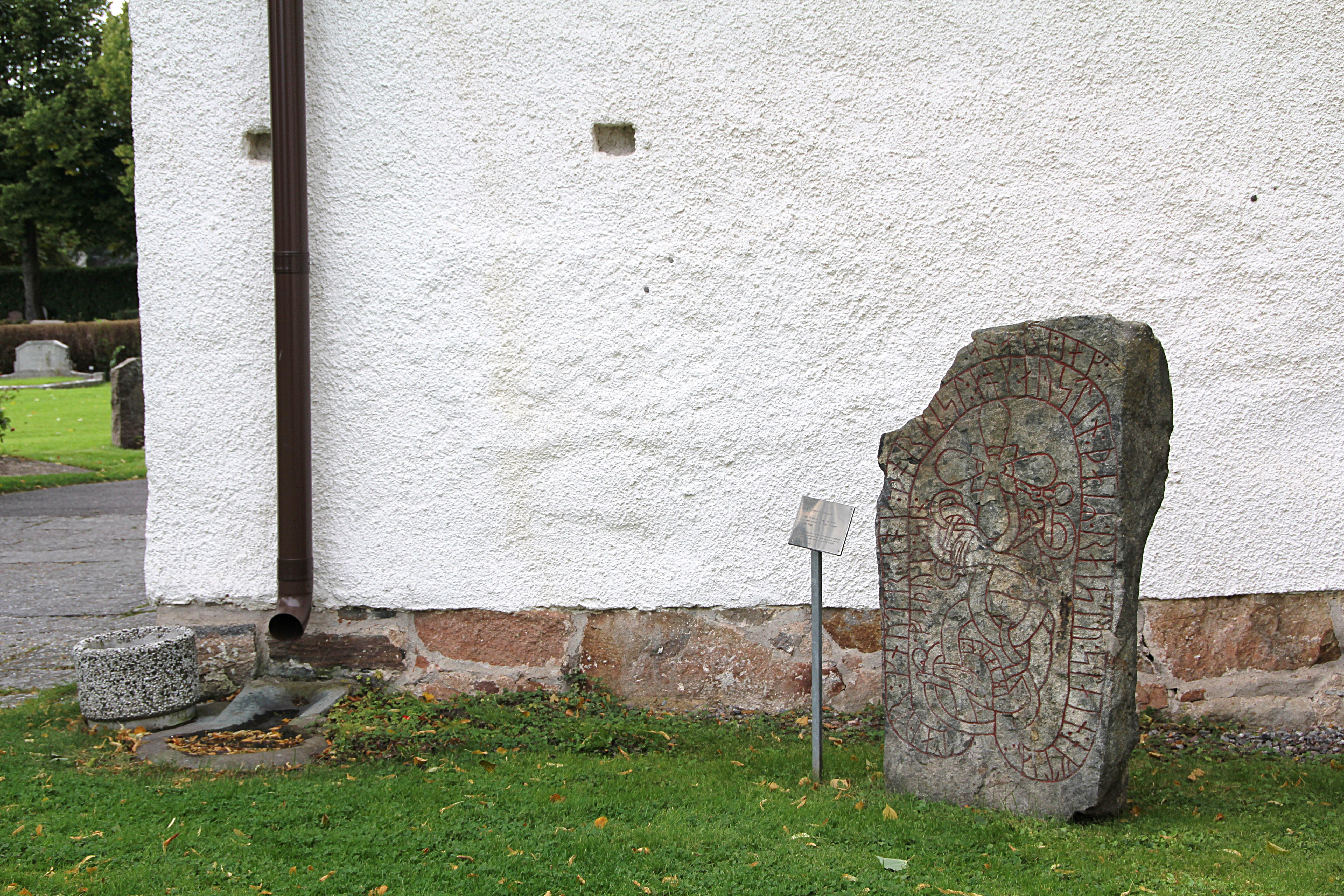
Runsten U Fv1953;266, RAÄ-nummer Spånga 284:1 (utanför), Upplands runinskrifter Fv1953;266.
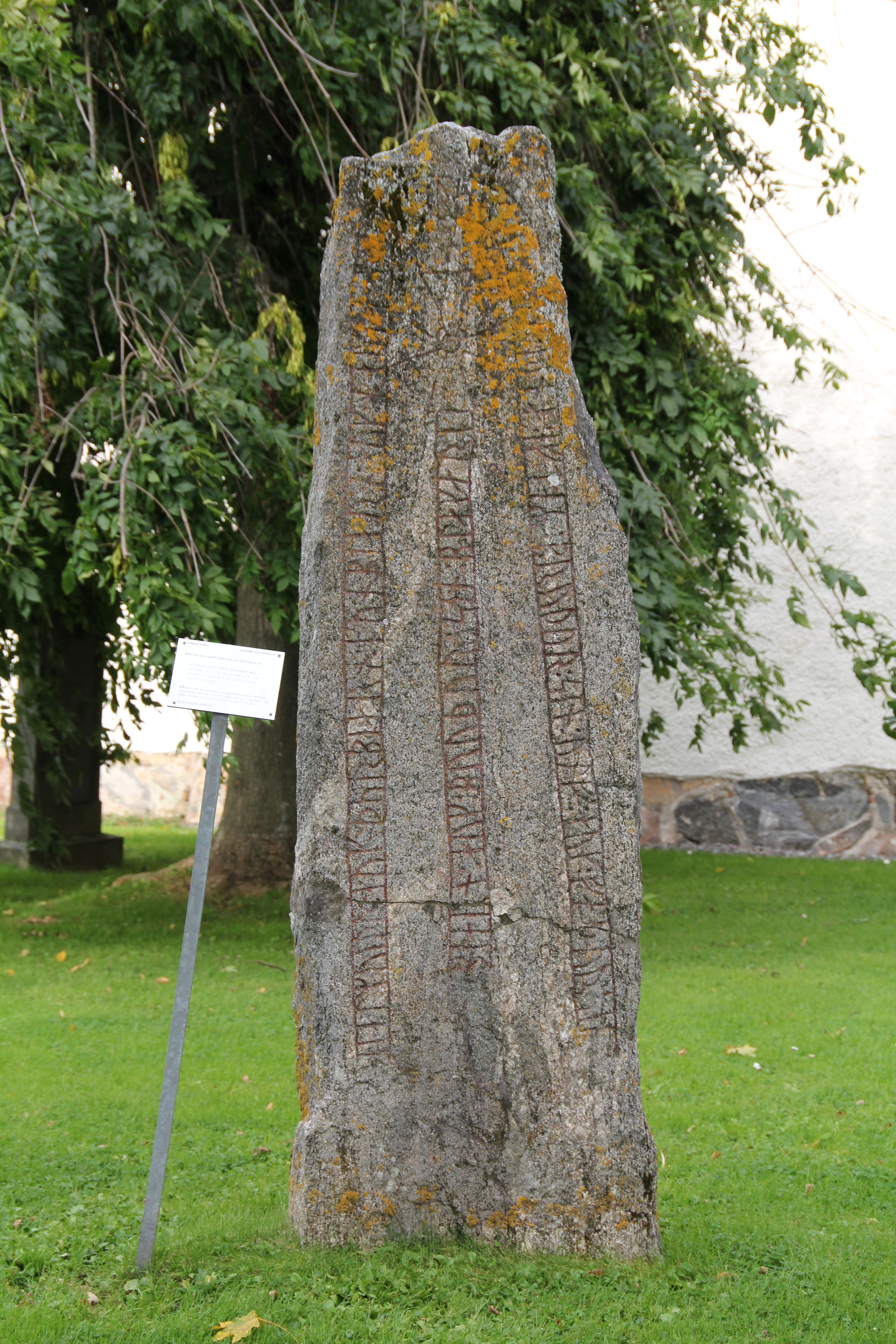
Runsten U 61, RAÄ-nummer Spånga 284:3 (utanför), Upplands runinskrifter 61.
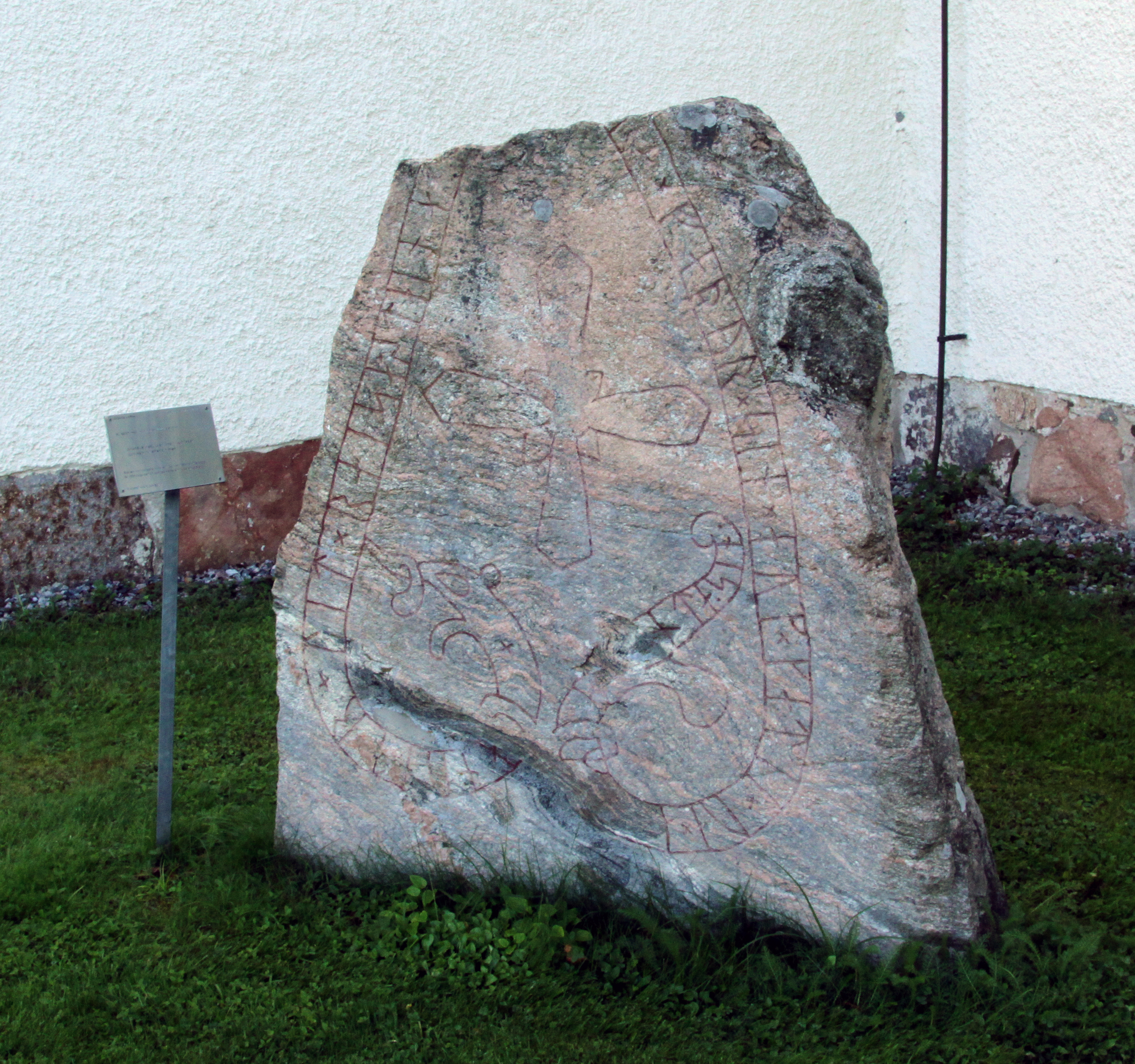
Runsten U 62, RAÄ-nummer Spånga 61:1 (utanför), Upplands runinskrifter 62.
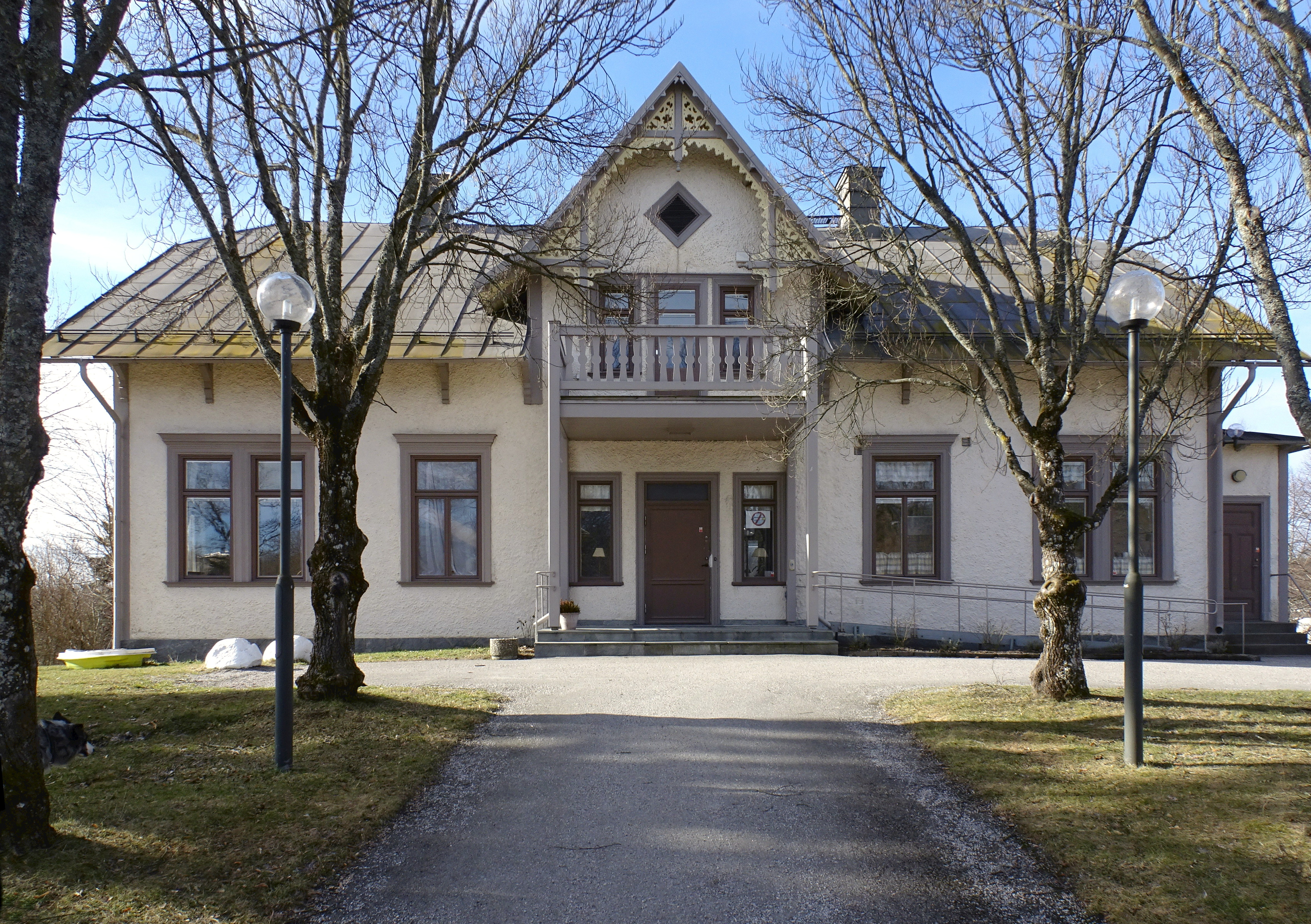
Prästgården.

## Orgel
- 1666 skänktes en orgel till kyrkan av ryttmästaren Kulbars. Efter kyrkans brand 1723 byggdes den om 1747 av Olof Hedlund, Stockholm och fick därmed sex stämmor. Greve Bonde skänkte 300 daler till orgelverket.[9]

| Manual      |
| Gedackt 8'  |
| Princial 4’ |
| Gedackt 4’  |
| Kvinta 3'   |
| Oktava 2'   |
| Cymbal II   |

- 1856 bygger Gustaf Andersson (orgelbyggare), Stockholm en orgel med 7 stämmor.
- 1895 bygger Åkerman & Lund, Stockholm en orgel med 7 stämmor och en manual.
- Den nuvarande orgeln står i tornrummet och är byggd 1955/1957 av Marcussen & Søn, Aabenraa, Danmark. Den är mekanisk och har 25 stämmor. Fasaden ritades av professor Erik Lundberg.

| Ryggpositiv I       | Huvudverk II    | Bröstverk III     | Pedal        | Koppel |
| Gedackt 8'          | Principal 8'    | Gedackt 8'        | Subbas 16'   | II/P   |
| Principal 4'        | Rörflöjt 8'     | Rörflöjt 4'       | Oktava 8'    | III/P  |
| Waldflöjt 2'        | Octava 4'       | Principal 2'      | Oktava 4'    | I/II   |
| Sesquialtera 2 chor | Traversflöjt 4' | Nasat 1 1/3'      | Nachthorn 2' | III/II |
| Scharf 3 chor       | Oktava 2'       | Cymbel 2 chor     | Fagott 16'   | I 4'/P |
| Vox humana 8'       | Mixtur 5 chor   | Saklmeja 8'       | Trumpet 8'   |        |
| Tremulant           | Dulcian 16'     | Tremulant         |              |        |
|                     |                 | Crescendosvällare |              |        |

### Kororgel
- En kororgel som tillkom 1984 är byggd av Robert Gustavssons Orgelbyggeri AB, Härnösand och är mekanisk.

| Manual        |            |          |
| Trägedackt 8’ | Subbas 16’ | Man/Ped. |
| Flöjt 4'      |            |          |
| Principal 2'  |            |          |
| Nasat 1 1/3'  |            |          |

### Diskografi
Inspelningar av musik framförd på kyrkans orglar.
- Antiphone blues / Domnérus, Arne, altsaxofon ; Sjökvist, Gustaf, orgel. CD. Proprius PRCD 7744. 1988. - Även utgiven på LP 1975 och SACD 2008.
- Begravningsmusik / Arnér, Gotthard, orgel. LP. Kyrkoton SKDB 102. Utan årtal.
- Bröllopsmusik / Arnér, Gotthard, orgel. LP. Kyrkoton LP 101. Utan årtal.